# Piotr Korcelli
Piotr Korcelli (ur. 20 czerwca 1939 w Łodzi) – polski uczony, profesor nauk o Ziemi. 

## Życiorys
Specjalizuje się w geografii ekonomicznej, miast i ludności. Członek korespondent krajowy Polskiej Akademii Nauk od 1994 roku, członek rzeczywisty tej instytucji od 2010 roku. Pracownik Instytutu Geografii i Przestrzennego Zagospodarowania PAN, oraz Wyższej Szkoły Gospodarowania Nieruchomościami w Warszawie (obecnie w likwidacji). Członek Akademii Badań Przestrzennych i Planowania w Hanowerze, redaktor naczelny czasopisma naukowego Geographia Polonica.
Absolwent Uniwersytetu Warszawskiego (kierunek geografia, rocznik 1960), stopień profesora nauk o Ziemi nadano mu w 1983 roku.

## Wybrane prace
Ma w swoim dorobku wiele prac naukowych z dziedziny geografii, w tym między innymi:
- Teoria rozwoju struktury przestrzennej miast, 1974, PWN, Warszawa
- Przestrzenna dekoncentracja zasobów mieszkaniowych w Warszawie w latach 1945-2008
- Cykle rozwoju ludności Karpat Polskich w XIX i XX wieku
- Wymiar przestrzenny struktur i aktywności społeczeństwa obywatelskiego w Polsce
- Geograficzne uwarunkowania rozwoju infrastruktury społeczeństwa informacyjnego w Polsce
- Transformacja przestrzeni miejskiej Warszawy w latach 1990-1999 na przykładzie zachodniej części centrum
- Współczesne uwarunkowania gospodarczo-przestrzenne internacjonalizacji miast polskich